# アービター (護衛空母)
アービター (HMS Arbiter, D31) は、イギリス海軍の護衛空母。その前身セント・サイモン (USS St. Simon, AVG/ACV/CVE-51) は、アメリカ海軍の護衛空母。ボーグ級航空母艦の1隻。

## 艦歴
セント・サイモンは海事委任契約の下ワシントン州タコマのシアトル・タコマ造船所で1943年4月26日に起工する。1943年7月15日に CVE-51（護衛空母）に艦種変更され、1943年9月9日にR・H・ルイス少将夫人によって進水する。オレゴン州ポートランドのコマーシャル鉄鋼所で艤装が行われ、1943年12月31日にレンドリース法に基づきイギリス海軍へ引き渡され、アービターとして就役する。（アメリカ軍の艦籍では BCVE-51と分類された）。
アービターは最初ウェスタンアプローチ管区に配属され米英間での航空機輸送に従事した。1945年になると太平洋艦隊に配属され、そこでも航空機運搬任務に従事した。
戦争終結後は香港から元捕虜をオーストラリアとイギリスへ運んだ。イギリス帰還後ロスサイス管区に配属された。
アービターは1946年2月23日にバージニア州ノーフォークに到着、3月3日にアメリカ海軍へ返還された。1946年4月12日に除籍され、1947年1月30日に商船へ改装のためニューポート・ニューズ造船所に売却された。貨物船に改修された艦は Coracero と改名され、その後1965年に President Macapagal に改名、1972年には Lucky Two と改名され、同年台湾の高雄市でスクラップとして廃棄された。